# Infostrada
Infostrada S.p.A. era una empresa italiana de telecomunicaciones del grupo Wind Telecomunicazioni S.p.A., que ofrecía servicios de telefonía fija, xDSL y fibra óptica.

## Historia
Fue fundada en 1995 por Olivetti Telemedia y Bell Atlantic.
En 2002 fue adquirida por Enel, que la incluyó en el grupo Wind.
El 31 de diciembre de 2016, la compañía, junto con su sociedad matriz Wind, pasó a formar parte de Wind Tre.